# Illinois (àlbum de Sufjan Stevens)
Illinois (estilitzat Sufjan Stevens Invites You to: Come on Feel the Illinoise a la portada; de vegades escrit com Illinoise) és el cinquè àlbum del cantautor estatunidenc Sufjan Stevens, publicat el 4 de juliol del 2005. Es tracta d'un àlbum conceptual que inclou cançons que fan referència a llocs, esdeveniments i persones relacionades amb l'estat estatunidenc d'Illinois. És el segon àlbum de Stevens basat en un estat dels Estats Units, després de l'àlbum Michigan del 2003, amdós part d'una planificada sèrie de cinquanta que Stevens ja ha reconegut que era una broma.
Stevens va gravar i produir l'àlbum en diversos llocs de la ciutat de Nova York utilitzant equips d'estudi de baixa fidelitat i una varietat d'instruments, de finals de 2004 a principis de 2005. L'art i les lletres del disc exploren la història, la cultura, l'art i la geografia de l'estat; Stevens les va desenvolupar després d'analitzar documents criminals, literaris i històrics. Després del seu llançament, va promocionar Illinois amb una gira mundial.
Els crítics van elogiar l'àlbum per les seves lletres ben escrites i les seves complexes orquestracions. En particular, els crítics van assenyalar el progrés de Stevens com a compositor des del llançament de Michigan. Illinois va ser nomenat l'àlbum més ben rebut del 2005 per l'agregador de ressenyes Metacritic, i va ser inclòs a les llistes de "millors de la dècada" de diverses publicacions, entre elles Paste, All Songs Considered i Rolling Stone. Segons el lloc web Acclaimed Music, Illinois és l'àlbum més aclamat del 2005, el setè més aclamat dels anys 2000 i el 95è més aclamat de la història.
L'àlbum va suposar el major èxit comercial de Stevens fins ara: va ser el seu primer a aparèixer a la Billboard 200, i va encapçalar la llista Billboard dels "Heatseekers Albums". La variada instrumentació i la composició experimental de l'àlbum va provocar comparacions amb l'obra de músics com Steve Reich, Neil Young i The Cure. A més de nombroses referències a Illinois, Stevens va continuar un tema important de la seva carrera com a compositor fent nombroses referències a la seva fe cristiana.

## Antecents i gravació

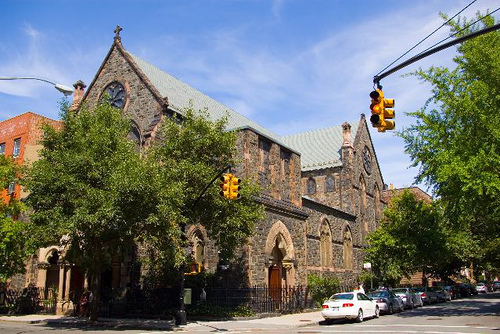
Stevens va gravar Illinois a diversos llocs de la ciutat de Nova York, inclosa l'església de St. Paul de Brooklyn.

Stevens va començar el seu projecte dels 50 estats l'any 2003 amb l'àlbum Michigan, i va optar per centrar-se en Illinois amb aquest enregistrament perquè "no era un gran salt", i li agradava l'estat perquè el considerava el "centre de gravetat" de l'Oest Mitjà americà. Abans de crear l'àlbum, Stevens va llegir literatura dels autors d'Illinois Saul Bellow i Carl Sandburg, i va estudiar registres d'immigració i llibres d'història de l'estat, prenent la decisió deliberada d'evitar esdeveniments actuals i centrar-se en temes històrics. També va fer viatges per diversos llocs d'Illinois i va demanar a amics i gent de sales de xat d'Internet anècdotes sobre les seves experiències a l'estat.
Tot i que l'any 2004 Stevens va començar a treballar en cançons temàtiques d'Oregon i va considerar breument llançar un senzill sobre Rhode Island, des de Illinois no ha publicat cap àlbum centrat en un estat. En una entrevista amb Paste al novembre de 2009, va dir que "tota la premissa era una broma", i a l'octubre del mateix any havia dit a Andrew Purcell de The Guardian: "No tinc cap escrúpol a admetre que [el projecte dels cinquanta estats] va ser un truc promocional". Una cançó relacionada amb Arkansas va ser llançada a través de NPR amb el nom «The Lord God Bird», i material sobre Nova Jersey i Nova York es va convertir en The BQE.
Totes les cançons d'Illinois van ser escrites, gravades, dissenyades i produïdes per Stevens, la majoria a l'estudi The Buddy Project a Astoria, Queens, i a l'apartament de Stevens de Brooklyn. Piano addicional va ser grabat a l'església de St. Paul de Brooklyn. Les cordes i veus van ser interpretades als apartaments dels propis col·laboradors, i un orgue electrònic va ser gravat al New Jerusalem Recreational Room de Clarksboro, Nova Jersey. El vibràfon va ser tocat als Carroll Music Studios de Nova York.
Stevens va crear l'àlbum principalment sense col·laboració, centrant-se en l'escriptura, la interpretació i la creació tècnica de l'àlbum ell mateix: "Vaig ser bastant miope en la construcció d'Illinois. Vaig passar molt de temps sol, uns mesos aïllat treballant pel meu compte i a l'estudi. Deixo que les coses germinin i es conrein de manera independent, sense pensar en un públic o un espectacle en directe".
Stevens va emprar equips de gravació de baixa fidelitat, que li van permetre mantenir el control creatiu i els costos baixos en gravar Illinois. Normalment, el seu procés implicava gravar en una cinta de 8 pistes de 32 kHz amb micròfons econòmics com el Shure SM57 i l'AKG C1000. Després va emprar Pro Tools per a les mescles i altres tasques de producció.

Després de consultar amb Michael Kaufmann i Lowell Brams de la discogràfica Asthmatic Kitty sobre la quantitat de material que havia gravat, Stevens va decidir no fer un àlbum doble, dient que seria "arrogant". El 2006, diversos temes gravats durant aquestes sessions van ser enviats al músic i productor de Seattle James McAllister per a instrumentació i producció addicionals, i es van publicar el 2006 a l'àlbum The Avalanche: Outtakes and Extras from the Illinois Album. Entre aquestes preses hi ha tres enregistraments separats de la cançó «Chicago».

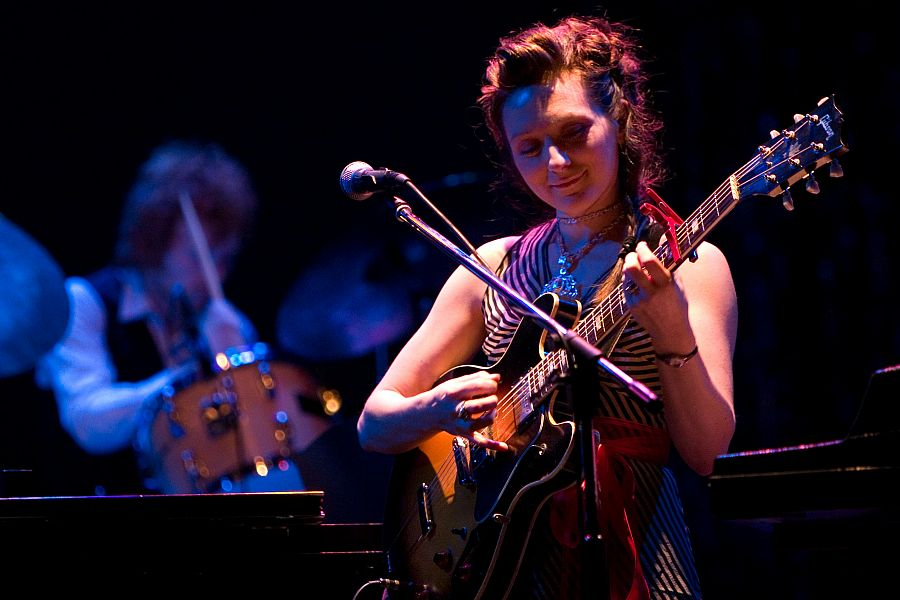
Shara Worden de My Brightest Diamond va ser una dels diversos col·laboradors a Illinois i també va obrir per a Stevens en la seva gira posterior.

## Llançament i gira
Illinois va ser llançat el 4 de juliol de 2005 a través de Rough Trade Records a Europa i distribuït a nivell nacional per Asthmatic Kitty Records a partir del 5 de juliol de 2005. Tot i que inicialment no tenia previst interpretar aquest material en directe, menys de dues setmanes després del llançament d'Illinois Stevens es va embarcar en una gira pels Estats Units per promocionar l'àlbum, actuant amb una secció de cordes de vuit a deu membres, anomenats The Illinoisemakers. Va optar deliberadament per evitar la televisió com a eina de promoció i es va centrar en les actuacions de la gira. En alguns concerts va rebre el suport dels teloners Liz Janes i Laura Veirs, així com el projecte en solitari de la col·laboradora d'Illinois Shara Nova, anomenat My Brightest Diamond. Va tornar a fer una gira de suport a l'àlbum de setembre a novembre de 2006, aquesta vegada amb dates a diverses ciutats europees. Durant les dates del 2006, Stevens i la seva banda van passar de portar vestits temàtics de la Universitat d'Illinois a vestits de papallona i ales d'ocell.

## Estil musical i temes

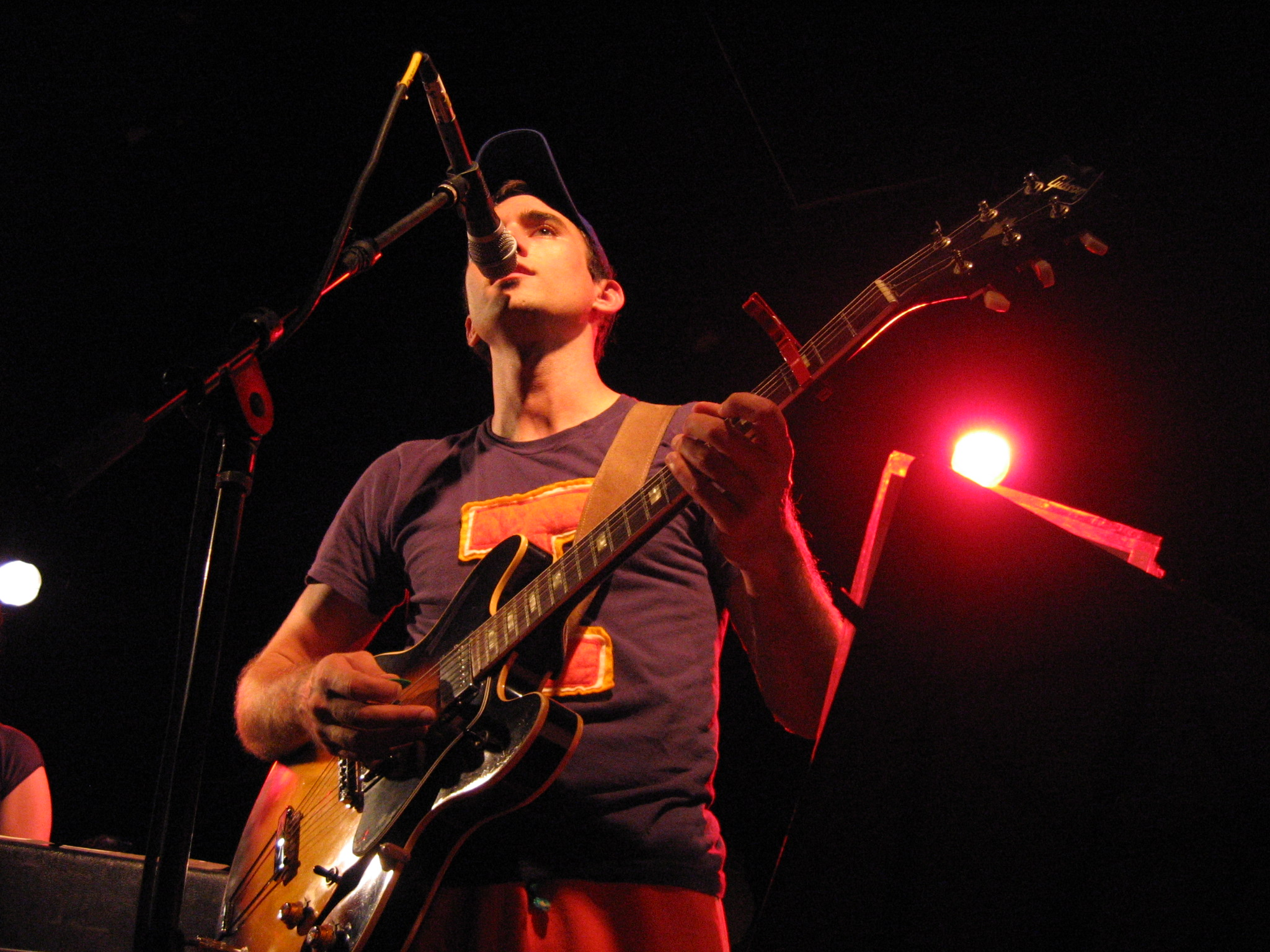
Sufjan Stevens en concert durant la gira dIllinois. Ell i la seva banda, els Illinoisemakers, portaven vestits modelats com els de les animadores de la Universitat d'Illinois.

Els crítics musicals han observat similituds entre Illinois i músics i compositors de diversos gèneres musicals, des del pop fins a la clàssica contemporània i melodies d'espectacle i temps basats en el jazz. Les lletres i els seus rics elements temàtics s'han destacat per la seva qualitat literària, guanyant comparacions amb Ralph Waldo Emerson, Henry David Thoreau, William Carlos Williams i Walt Whitman. L'àlbum ha estat considerat indie folk, indie pop, indie rock, folk rock, anti-folk, folk barroc i lo-fi.

### Estil musical
La crítica també ha comparat l'estil de Stevens a Illinois amb els de Steve Reich, Vince Guaraldi, The Danielson Famile, Neil Young, Nick Drake i Death Cab for Cutie. L'ús de grans arranjaments orquestrals (gran part d'ells interpretats per ell mateix mitjançant l'ús d'enregistraments multipista) ha estat destacat per diversos crítics. Rolling Stone va resumir les influències musicals d' Illinois dient que "la música beu de bandes de marxa d'institut, melodies d'espectacle i electrònica ambiental; podem sospitar que Music for 18 Musicians de Steve Reich és un disc que es reprodueix sovint a la casa d'Stevens, ja que li encanta fer-ne ressò en els seus llargs passatges instrumentals". Una ressenya a The AV Club es va referir a alguns dels treballs vocals com a "comunalisme regressivament twee", però va trobar que la música en general estava "molt desenvolupada". La cançó «Come On! Feel the Illinoise!» té una part de saxo que s'assembla a «Close to Me» de The Cure.
La creació d'Illinois va marcar un canvi en l'èmfasi de Stevens per la composició de cançons i el treball d'estudi cap a la interpretació en directe i conceptes més abstractes de moviment i so. Les gires i àlbums posteriors van emfatitzar la música electrònica i la dansa moderna per sobre del material indie folk de Michigan i Illinois. Stevens va deixar d'escriure cançons sobre personatges individuals amb narracions senzilles o àlbums conceptuals, i va considerar breument deixar el negoci de la música per complet després de crear i promocionar el disc. També va descobrir que la manera en què escoltava música havia canviat després de produir Illinois:
| «                      | Crec que ara escolto més com a tècnic i com a investigador. Sempre escolto música pel que fa al que en puc treure, i crec que sempre l'he escoltat així. Em costa escoltar només per plaer. Sóc molt menys d'instint i més un oient utilitari. Com, per a què serveix aquesta cançó? Quina és la utilitat d'aquesta melodia per a aquest tema o afirmació? Què estan fent que sona inusual, i com puc aprendre d'això? | » |
| — Sufjan Stevens, 2006 | |   |

Stevens és un oboista de formació clàssica i el seu coneixement sobre música clàssica i barroca va influir en molts dels seus arranjaments. Ell mateix ha assenyalat la influència dels compositors clàssics Igor Stravinsky, Sergei Rachmaninoff i Edvard Grieg, i dels compositors contemporanis Terry Riley, Steve Reich i Philip Glass. La música del disc va ser escrita per ser grandiosa, per coincidir amb la història del territori. Stevens va utilitzar canvis en la signatura de temps en la composició d'Illinois per obtenir un efecte dinàmic, per exemple, «Come On! Feel the Illinoise!» comença amb un compàs de 5/4 i després canvia a un 4/4 estàndard.

### Temes d'Illinois

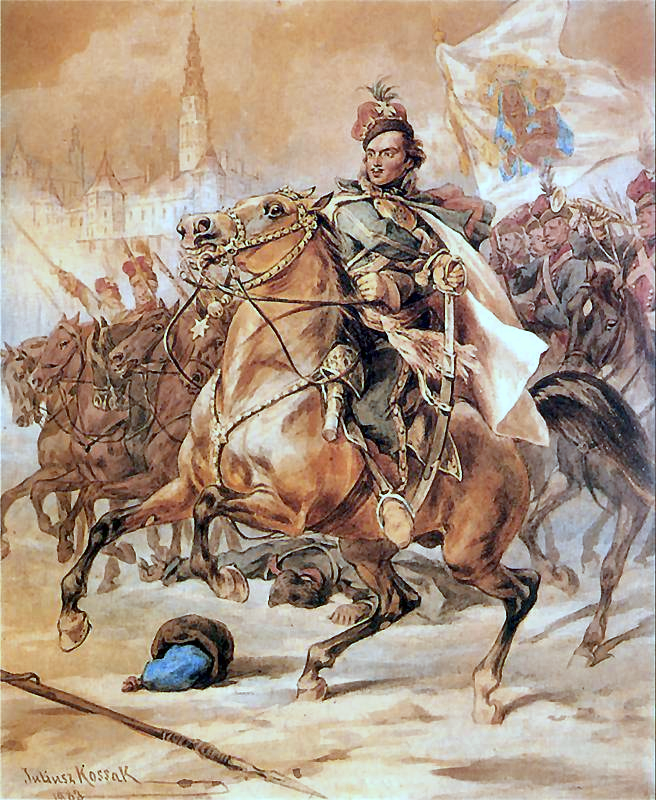
Casimir Pulaski està commemorat a Illinois amb el nom de Pulaski County, Pulaski Road a Chicago, així com la celebració del Casimir Pulaski Day.

Moltes de les lletres d'Illinois fan referències a persones, llocs i esdeveniments relacionats amb l'estat. «Concerning the UFO Sighting Near Highland, Illinois» tracta d'un albirament d'OVNI per part d'agents de policia a prop de Highland, Illinois, on diverses persones van informar haver vist un gran objecte triangular amb tres llums volant de nit. «Come On! Feel the Illinoise!» fa referència a la World's Columbian Exposition, que va tenir lloc a Chicago el 1893.
«John Wayne Gacy, Jr.» explica la història de l'assassí en sèrie dels anys 70 del mateix nom amb seu a Chicago. Diverses lletres fan referències explícites a esdeveniments de la seva vida: "[w]hen the swingset hit his head" es refereix a quan, durant la infància de Gacy, un gronxador li va colpejar el cap i li va causar un coàgul de sang al cervell. "He dressed up like a clown for them / with his face paint white and red" al·ludeix al sobrenom donat a Gacy: el "Pallasso assassí", i "He put a cloth on their lips / Quiet hands, quiet kiss on the mouth" fa referència a l'ús que Gacy va fer del cloroform per sotmetre les seves víctimes. La cançó acaba amb el narrador referintse a si mateix amb les línies "And in my best behavior, I am really just like him / Look beneath the floorboards for the secrets I have hid". Stevens va declarar en una entrevista de 2009 a Paste que "tots som capaços del que va fer [Gacy]".
«Casimir Pulaski Day» relaciona una història personal amb la festa estatal Casimir Pulaski Day. «The Man of Metropolis Steals Our Hearts» fa referències a Superman, la ciutat natal fictícia del qual, Metropolis, estava parcialment inspirada en Chicago (també cal destacar que hi ha una ciutat a Illinois que també es diu Metropolis). Jessica Hopper, del Chicago Reader, va assenyalar que Ray Middleton (el primer actor que va interpretar el superheroi del còmic) també va néixer a Chicago. «They Are Night Zombies!! They Are Neighbors!! They Have Come Back from the Dead!! Ahhhh!» fa referències a les ciutats fantasma d'Illinois. Stevens relata experiències d'un campament d'estiu al qual va anar quan era nen a Michigan a «The Predatory Wasp of the Palisades Is Out to Get Us!», però la va traslladar a Illinois pel bé de l'àlbum. El tema «Decatur, or, Round of Applause for Your Stepmother!» inclou referències a Decatur, Illinois, però Stevens va dir que la cançó també actuava com "un exercici d'esquemes de rima". Algunes referències a Decatur incloses a la cançó són els albiraments de caimans a la zona, el fabricant d'equipament Caterpillar i una riuada que va exhumar un cementiri de soldats de la Guerra Civil.
Altres al·lusions a gent, llocs i esdeveniments de l'estat inclouen la Guerra de Black Hawk, l'autor Carl Sandburg, Stephen A. Douglas, Abraham Lincoln, el riu Sangamon, els Chicago Cubs, Lydia Moss Bradley, la torre Sears (ara torre Willis) com a "Seer's Tower", i les localitats de Jacksonville, Peoria, Metropolis, Savanna, Caledonia, Secor, Magnolia, Kankakee, Evansville i les diverses anomenades Centerville. Durant la gira posterior al llançament d'Illinois, la banda de Stevens va portar vestits d'animadores com els de la Universitat d'Illinois.

### Cristianisme
Tot i que Illinois és un àlbum conceptual sobre l'estat dels Estats Units, Stevens també va explorar temes relacionats amb el cristianisme i la Bíblia. Com a cristià, ha escrit i gravat música sobre temes espirituals al llarg de la seva carrera, especialment a l'àlbum Seven Swans del 2004, i prefereix parlar de temes religiosos a través de cançons en lloc de directament en entrevistes o declaracions públiques. La cançó «Decatur, or, Round of Aplause for Your Stepmother!» inclou la línia "It's the great I Am" ("És el gran Jo Sóc"), presa de la resposta que Déu va donar quan Moisès va demanar el seu nom al Llibre de l'Èxode (Exodus 3:14).
«Casimir Pulaski Day» descriu la mort d'una parella romàntica a causa d'un càncer d'os (malgrat les oracions bíbliques per a la curació), i el narrador qüestiona Déu en el procés. Al·lusions més abstractes apareixen a «The Man of Metropolis Steals Our Hearts», que utilitza Superman com a figura de Crist, i a «The Seer's Tower», que fa referència al Llibre de l'Apocalipsi i a la Segona Vinguda de Crist. Les cançons que no van ser escrites amb un enfocament teològic explícit, com ara «John Wayne Gacy, Jr.», també presenten temes religiosos com el pecat i la redempció.

## Portada
Divya Srinivasan va crear l'art de l'àlbum, que representa una varietat de temes relacionats amb Illinois, com Abraham i Mary Todd Lincoln, la Torre Sears i Black Hawk. La portada de l'àlbum diu: "Sufjan Stevens Invites You To: Come On Feel the Illinoise!" ("Sufjan Stevens Us Convida a: Venir a Sentir l'Illinoise!"), un joc de paraules sobre la mala pronunciació comuna del nom de l'estat i una referència a la cançó de Slade «Cum On Feel the Noize», popularitzada als Estats Units per la banda de metal Quiet Riot. El text de la portada va causar certa confusió sobre el títol real de l'àlbum: oficialment és Illinois, no Come on Feel the Illinoise o Illinoise.
Paste va classificar Illinois com l'àlbum amb la setena millor portada de la dècada dels 2000. L'àlbum també va guanyar el PLUG Independent Music Award per l'Art d'Àlbum/Embalatge de l'Any el 2006.
Poc després del llançament de l'àlbum, van sorgir informes que DC Comics havia emès una carta de cessament i desistiment a Asthmatic Kitty a causa de la representació de Superman a la portada. Tanmateix, el 4 d'octubre de 2005, Asthmatic Kitty va anunciar que no hi havia hagut cap carta, i que els propis advocats de la companyia discogràfica havien advertit sobre la infracció dels drets d'autor. El 30 de juny de 2005, el distribuïdor d'Asthmatic Kitty, Secretly Canadian, va demanar als seus minoristes que no venguessin l'àlbum; tanmateix, no es va recordar. El 5 de juliol, el distribuïdor va dir als seus minoristes que seguissin endavant i venguessin aquelles còpies, ja que DC Comics va acceptar permetre a Asthmatic Kitty vendre les ja fabricades, però la imatge va ser eliminada de les impressions posteriors. Poc després que es fes públic que es canviaria la portada, les còpies de l'àlbum amb Superman es van vendre per fins a 75 dòlars a eBay.
A l'edició de vinil publicada el 22 de novembre de 2005, la imatge de Superman està coberta per un adhesiu de globus. La imatge de l'adhesiu del globus també es va utilitzar a la portada del disc compacte i les impressions posteriors del llançament de vinil doble. El mateix Stevens va quedar sorprès pel desenvolupament i també va haver de pagar una tarifa per fer referència a lletres de l'himne popular de Woody Guthrie «This Land Is Your Land» a la cançó «No Man's Land», que més tard es va publicar a The Avalanche.
La reedició en vinil del desè aniversari d'Illinois compta amb el personatge de Marvel Blue Marvel, que prové de Chicago, en lloc de Superman. Asthmatic Kitty va obtenir permís de Marvel per utilitzar el personatge. L'obra d'art de l'edició Blue Marvel també va ser creada per Divya Srinivasan i té l'LP u en vinil "capa blanca", l'LP dos en vinil "blau d'antimatèria" i un senzill extra de «Chicago (Demo)» (a les dues cares) en un vinil vermell de 12" amb forma d'estrella de sis cares, en referència a la bandera municipal de Chicago.

## Recepció

### Crítica
Illinois va ser el major èxit comercial i de crítica de Sufjan Stevens fins a la data. Per primera vegada, el seu treball va figurar al Billboard 200 i va rebre diversos premis de la crítica. A Metacritic, té una puntuació mitjana ponderada de 90 sobre 100, basada en 40 ressenyes. El lloc considera això com a "aclamació universal", i el va designar com l'àlbum amb millors ressenyes del 2005, juntament amb Z de My Morning Jacket. El 2020, Consequence of Sound va fer un rànquing de diversos dels àlbums d'estudi de Stevens, i Illinois va quedar en segona posició, només darrere de Carrie & Lowell (2015).
Andy Battaglia de The AV Club va dir que Stevens "s'ha convertit en un dels millors creadors de cançons d'indie rock" amb Illinois. Tim Jonze de NME, en la seva ressenya de disc, va descriure Stevens com "prolífic, intel·ligent i, el més important, ple de melodies desgarradores". Rob Sheffield de Rolling Stone va respondre favorablement a l'àlbum, elogiant els "arranjaments exagerats" i la "veu gentil i respiradora" de Stevens, així com la naturalesa personal de cançons com «Chicago» i «Casimir Pulaski Day», però va criticar «John Wayne Gacy, Jr.», afirmant que "no simbolitza res sobre la vida estatunidenca excepte l'existència de tallers d'escriptura creativa". Michael Metivier de PopMatters va descriure «John Wayne Gacy, Jr.» com "horrible, tràgica i profundament trista sense fer proselitisme".
Amanda Petrusich de Pitchfork va descriure Illinois com "estrany i exuberant, tan excessiu i desafiant com els seus títols de cançons gegants i exuberants". Dave Simpson de The Guardian va compartir aquest sentiment, afegint que la música sona com "The Polyphonic Spree produïts per Brian Eno". La diversitat d'instrumentació també va ser rebuda positivament per part de Kristina Feliciano d'Entertainment Weekly, comentant que l'àlbum sona "pintoresc i fins i tot màgic".
Jesse Jarnow de Paste va elogiar la natura lúdica d'Illinois, comentant que tenia melodies de "cantussejar" i orquestracions "delicades". Jarnow també va assenyalar lletres irònices, citant una línia de «The Predatory Wasp of the Palisades is Out to Get Us!»: "I can't explain the state I'm in..." ("No puc explicar l'estat en què estic...") després d'una secció de la cançó que fa moltes referències al mateix. Q va qualificar l'àlbum com un "pas endavant important" des de Michigan i va dir que l'amor de Stevens per l'estat d'Illinois és contagiós. El crític Andy Gill de Uncut va anomenar Illinois "un assoliment extraordinari", i en una ressenya separada per a The Independent va afegir que "fa que la majoria dels altres àlbums semblin de ment petita i, irònicament, més aviat parroquials". Catherine Lewis de The Washington Post va respondre favorablement a l'àlbum, afirmant que té lletres ben escrites, comparant la rima de Stevens amb la de Stephin Merritt. Lewis va citar «Casimir Pulaski Day» com una de les cançons més memorables de l'àlbum. El desembre de 2005, el webzine estatunidenc Somewhere Cold va votar Illinois com el CD de l'any a la seva llista Saló de la Fama dels Premis Somewhere Cold de 2005.

#### Llistes
Illinois va aconseguir també va aconseguir reconeixement a les llistes de "el millor de l'any" i "el millor de la dècada" de nombroses publicacions. En particular, l'àlbum va encapçalar la llista del millor de la dècada que va de Paste, i All Songs Considered va incloure Illinois a la seva llista dels "50 enregistraments més importants de la dècada". Pitchfork va considerar Illinois el setzè millor àlbum de la dècada, i l'àlbum anterior de Stevens, Michigan, ocupà la posició 70 d'aquesta mateixa llista. L'àlbum també va guanyar el 2005 New Pantheon Award, un premi des Shortlist Music Prize. Illinois també ha estat inclòs al llibre 1001 Albums You Must Hear Before You Die (1001 àlbums que has d'escoltar abans de morir).
A més, Paste va considerar Stevens un dels "100 millors compositors vius" el 2006, principalment gràcies a es l'escriptura de Michigan i Illinois.
| Publicació           | Llista                                                       | Posició |
| -------------------- | ------------------------------------------------------------ | ------- |
| All Songs Considered | La millor música del 2005                                    | 1       |
| Amazon.com           | El millor del 2005: Les 100 millors eleccions dels editors   | 1       |
| Amazon.com           | El millor del 2005: Selecció dels editors en rock alternatiu | 2       |
| NME                  | Els 50 millors àlbums del 2005                               | 7       |
| No Ripcord           | Top 50 d'àlbums del 2005                                     | 1       |
| Pitchfork            | Top 50 d'àlbums del 2005                                     | 1       |
| PopMatters           | Els 50 millors àlbums del 2005                               | 2       |
| Spin                 | Els 40 millors àlbums del 2005                               | 8       |
| Stylus Magazine      | Top 50 d'àlbums del 2005                                     | 10      |
| The Wire             | Els 50 discs de l'any                                        | 28      |

| Publicació           | Llista                                             | Posició                                         |
| -------------------- | -------------------------------------------------- | ----------------------------------------------- |
| All Songs Considered | Els 50 enregistraments més importants de la dècada | Sense classificar                               |
| NME                  | Els 100 millors àlbums de la dècada                | 17                                              |
| No Ripcord           | The No Ripcord Years (1999–2009)                   | Sense classificar, un dels sis revisats el 2005 |
| Paste                | Els 50 millors àlbums de la dècada                 | 1                                               |
| Pitchfork            | Els 200 millors àlbums dels anys 2000              | 16                                              |
| Rolling Stone        | 100 millors àlbums dels anys 00                    | 78                                              |
| Slant Magazine       | El millor dels 2000: Àlbums                        | 9                                               |

### Comercial
En la seva primera setmana de vendes, Illinois va vendre 9.000 còpies, 20% de les quals procedien de vendes en línia. Al novembre del 2005 l'àlbum havia venut més de 100.000 a finals de 2009 més de 300.000. Va ser el primer llançament de Stevens que va arribar a la Billboard 200, arribant al número 121, i passant vuit setmanes a la llista. També va assolir el número u a la Heatseekers Albums de Billboard, i el número quatre a la llista Independent Albums, romanent-hi durant 32 i 39 setmanes, respectivament.
El juliol de 2013, la British Phonographic Industry (BPI) el va certificar plata, amb 60.000 unitats venudes al Regne Unit. L'agost de 2017, l'àlbum va ser certificat or per la Recording Industry Association of America (RIAA), significant que s'havien enviat més de 500.000 còpies als Estats Units.

##### Llistes
| Llista (2005)                     | Posició |
| --------------------------------- | ------- |
| Australian Albums (ARIA)          | 86      |
| Dutch Albums (Album Top 100)      | 80      |
| Norwegian Albums (VG-lista)       | 34      |
| UK Albums (OCC)                   | 124     |
| US Billboard 200                  | 121     |
| US Heatseekers Albums (Billboard) | 1       |
| US Independent Albums (Billboard) | 4       |

| Llista (2006)                     | Posició |
| --------------------------------- | ------- |
| US Independent Albums (Billboard) | 41      |

## Llista de cançons
Totes les cançons foren escrites i compostes per Sufjan Stevens. 
| 1.            | «Concerning the UFO Sighting near Highland, Illinois» | 2:08  |
| 2.            | «The Black Hawk War, or, How to Demolish an Entire Civilization and Still Feel Good About Yourself in the Morning, or, We Apologize for the Inconvenience but You're Going to Have to Leave Now, or, 'I Have Fought the Big Knives and Will Continue to Fight Them Until They Are Off Our Lands!'» | 2:14  |
| 3.            | «Come On! Feel the Illinoise!» (Part I: The World's Columbian Exposition – Part II: Carl Sandburg Visits Me in a Dream) | 6:45  |
| 4.            | «John Wayne Gacy, Jr.» | 3:19  |
| 5.            | «Jacksonville» | 5:24  |
| 6.            | «A Short Reprise for Mary Todd, Who Went Insane, but for Very Good Reasons» | 0:47  |
| 7.            | «Decatur, or, Round of Applause for Your Stepmother!» | 3:03  |
| 8.            | «One Last 'Whoo-Hoo!' for the Pullman!!» | 0:06  |
| 9.            | «Go! Chicago! Go! Yeah!» | 6:04  |
| 10.           | «Casimir Pulaski Day» | 5:53  |
| 11.           | «To the Workers of the Rock River Valley Region, I Have an Idea Concerning Your Predicament, and It Involves Tube Socks, a Paper Airplane, and Twenty-Two Able-Bodied Men» | 1:40  |
| 12.           | «The Man of Metropolis Steals Our Hearts» | 6:17  |
| 13.           | «Prairie Fire That Wanders About» | 2:11  |
| 14.           | «A Conjunction of Drones Simulating the Way in Which Sufjan Stevens Has an Existential Crisis in the Great Godfrey Maze» | 0:19  |
| 15.           | «The Predatory Wasp of the Palisades Is Out to Get Us!» | 5:23  |
| 16.           | «They Are Night Zombies!! They Are Neighbors!! They Have Come Back from the Dead!! Ahhhh!» | 5:09  |
| 17.           | «Let's Hear That String Part Again, Because I Don't Think They Heard It All the Way Out in Bushnell» | 0:40  |
| 18.           | «In This Temple as in the Hearts of Man for Whom He Saved the Earth» | 0:35  |
| 19.           | «The Seer's Tower» | 3:53  |
| 20.           | «The Tallest Man, the Broadest Shoulders» (Part I: The Great Frontier – Part II: Come to Me Only with Playthings Now) | 7:02  |
| 21.           | «Riffs and Variations on a Single Note for Jelly Roll, Earl Hines, Louis Armstrong, Baby Dodds, and the King of Swing, to Name a Few» | 0:46  |
| 22.           | «Out of Egypt, into the Great Laugh of Mankind, and I Shake the Dirt from My Sandals as I Run» | 4:21  |
| Durada total: | Durada total: | 73:59 |

Nota
- Els títols de les cançons varien lleugerament en els llançaments de disc compacte, digital i vinil. Els títols mostrats provenen directament de la versió en vinil i s'han adaptat als estàndards d'escriptura del català.

## Personal
| - Sufjan Stevens – guitarra acústica, piano, Wurlitzer, baix, bateria, guitarra elèctrica, oboè, saxo alt, flauta, banjo, glockenspiel, acordió, vibràfon, flauta dolça (alta, sopranino, soprano i tenor), Casiotone MT-70, campanes de trineu, shakers, tamborí, triangle, orgue electrònic, veus, arranjaments, enginyeria, gravació, producció - Julianne Carney – violí - Alan Douches – masterització a West West Side Music, Tenafly, Nova Jersey - Marla Hansen – viola - The Illinoisemaker Choir: cors i aplaudiments a «The Black Hawk War, or, How to Demolish an Entire Civilization and Still Feel Good About Yourself in the Morning, or, We Apologize for the Inconvenience but You're Going to Have to Leave Now, or, 'I Have Fought the Big Knives and Will Continue to Fight Them Until They Are Off Our Lands!'», «Chicago», «The Man of Metropolis Steals Our Hearts», They Are Night Zombies!! They Are Neighbors!! They Have Come Back from the Dead!! Ahhhh!» i «The Tallest Man, the Broadest Shoulders» - Tom Eaton - Jennifer Hoover - Katrina Kerns - Beccy Lock - Tara McDonnell | - Maria Bella Jeffers – violoncel - Katrina Kerns – cors a «Concerning the UFO Sighting Near Highland, Illinois», «Come On! Feel the Illinoise!», «Jacksonville», «Prairie Fire That Wanders About», «The Predatory Wasp of the Palisades Is Out to Get Us!», «The Seer's Tower» i «The Tallest Man, the Broadest Shoulders» - James McAlister – bateria, enginyeria de bateria - Craig Montoro – trompeta, cors a «They Are Night Zombies!! They Are Neighbors!! They Have Come Back from the Dead!! Ahhhh!» - Rob Moose – violí - Matt Morgan – cors a «Decatur, or, Round of Applause for Your Stepmother!» - Daniel i Elin Smith – cors a «Decatur, or, Round of Applause for Your Stepmother!» - Divya Srinivasan – art - Shara Worden – cors a «Concerning the UFO Sighting Near Highland, Illinois», «Come On! Feel the Illinoise!», «John Wayne Gacy, Jr.», «Casimir Pulaski Day», «Prairie Fire That Wanders About», «The Predatory Wasp of the Palisades Is Out to Get Us!», «The Seer's Tower» i «The Tallest Man, the Broadest Shoulders» |